# Аляска
Аля́ска (англ. Alaska, американское произношение: [əˈlæskə] (слушать)о файле; алеут. Alax̂sxax̂; инуитск. Alaasikaq; алют. Alas'kaaq; тлингит. Anáaski, центр. юпик Alaskaq) — крупнейший по территории штат США; расположен на северо-западе Северной Америки. Входит в регион Запада США, а также является одним из двух неконтинентальных штатов, наряду с Гавайями. Считается самым северным, самым западным и самым восточным штатом США (Алеутские острова пересекают 180-й меридиан в восточном полушарии). На востоке граничит с канадской территорией Юкон и провинцией Британская Колумбия. В Беринговом проливе имеет морскую границу с Чукотским автономным округом России. К северу от Аляски находятся Чукотское море и море Бофорта, а к югу — Тихий океан. Формально это полуэксклав США, который является самым большим эксклавом в мире.
Аляска — самый большой по площади штат США, занимающий больше территории, чем три следующих по величине штата — Техас, Калифорния и Монтана вместе взятые, и седьмая по величине административная единица в мире. Это третий с конца по численности населения и наименее густонаселённый штат США. В штате расположены четыре крупнейших по площади города США, включая столицу штата Джуно. Самый густонаселённый город штата — Анкоридж, и примерно половина жителей Аляски проживает в его столичном регионе. Аляска включает в себя территорию Северной Америки западнее 141-го меридиана западной долготы, в том числе одноимённый полуостров с прилегающими островами, Алеутские острова и территорию Северной Америки к северу от полуострова, а также узкую полосу тихоокеанского побережья вместе с островами архипелага Александра вдоль западной границы Канады. Площадь территории — 1 717 854 км², из которых 236 507 км² приходится на водную поверхность. Население — 740 133 человек (2025). 
Коренные народы жили на Аляске на протяжении тысяч лет, и широко распространено мнение, что этот регион послужил отправной точкой для первоначального заселения Северной Америки через Берингов мост. Российская империя первой начала активно колонизировать этот регион в XVIII веке, создав в итоге Русскую Америку, которая занимала большую часть территории нынешнего штата и способствовала развитию и поддержанию креольского населения Аляски. Расходы и логистические трудности, связанные с содержанием этого отдалённого владения, побудили продать его США в 1867 году за 7,2 миллиона долларов (что соответствует более $150 млн в 2025 году). Территория претерпела несколько административных изменений, прежде чем 11 мая 1912 года она была преобразована в территорию. 3 января 1959 года она была принята в состав США в качестве 49-го штата.
Богатые природные ресурсы позволили Аляске — с одной из самых маленьких экономик штата — иметь один из самых высоких доходов на душу населения. В экономике Аляски преобладают коммерческое рыболовство, добыча природного газа и нефти. Базы вооружённых сил США и туризм также вносят свой вклад в экономику; более половины территории штата — это земли, находящиеся в федеральной собственности, где расположены национальные леса, национальные парки и заповедники. Это один из самых нерелигиозных штатов и один из первых, где легализована марихуана в рекреационных целях. Доля коренного населения Аляски занимает второе место среди всех американских штатов — более 15 %, уступая лишь Гавайям.

## Этимология
Название «Аляска» было введено в русский колониальный период, когда оно использовалось для обозначения полуострова Аляска. Оно произошло от алеутской идиомы alaxsxaq, означающей «материк» или, более буквально, «объект, на который направлено действие моря».

## Символика
Флаг Аляски придумал тринадцатилетний Бенни Бенсон из Чигника. На синем фоне флага изображены восемь пятиконечных звёзд: семь из них символизируют созвездие Большой Медведицы, а восьмая — Полярную звезду.
Песня штата — «Флаг Аляски». Её слова объясняют символизм флага, что является уникальным явлением среди песен штатов.

## География

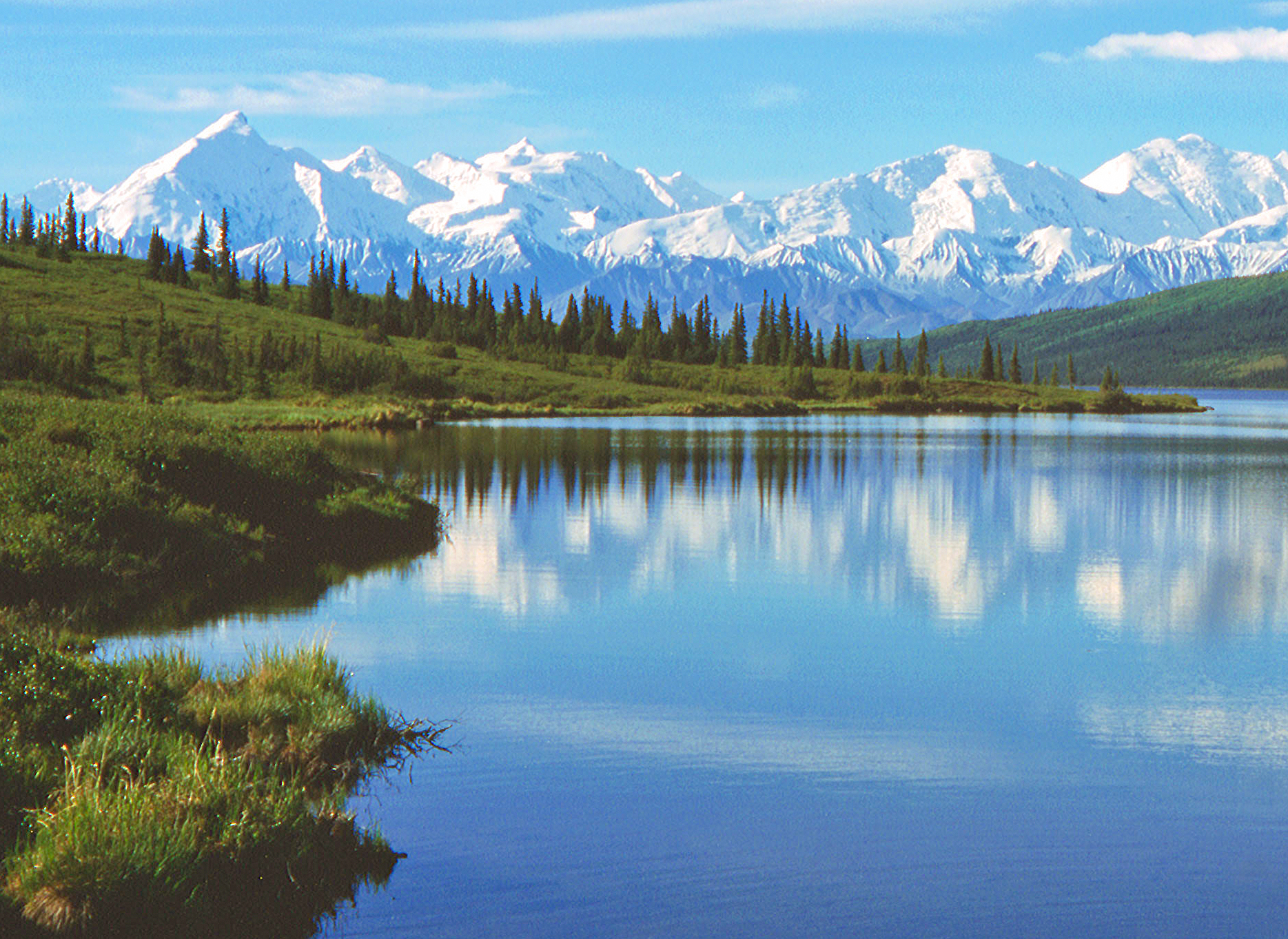
Типичный для Аляски пейзаж (озеро Уандер, национальный парк Денали)

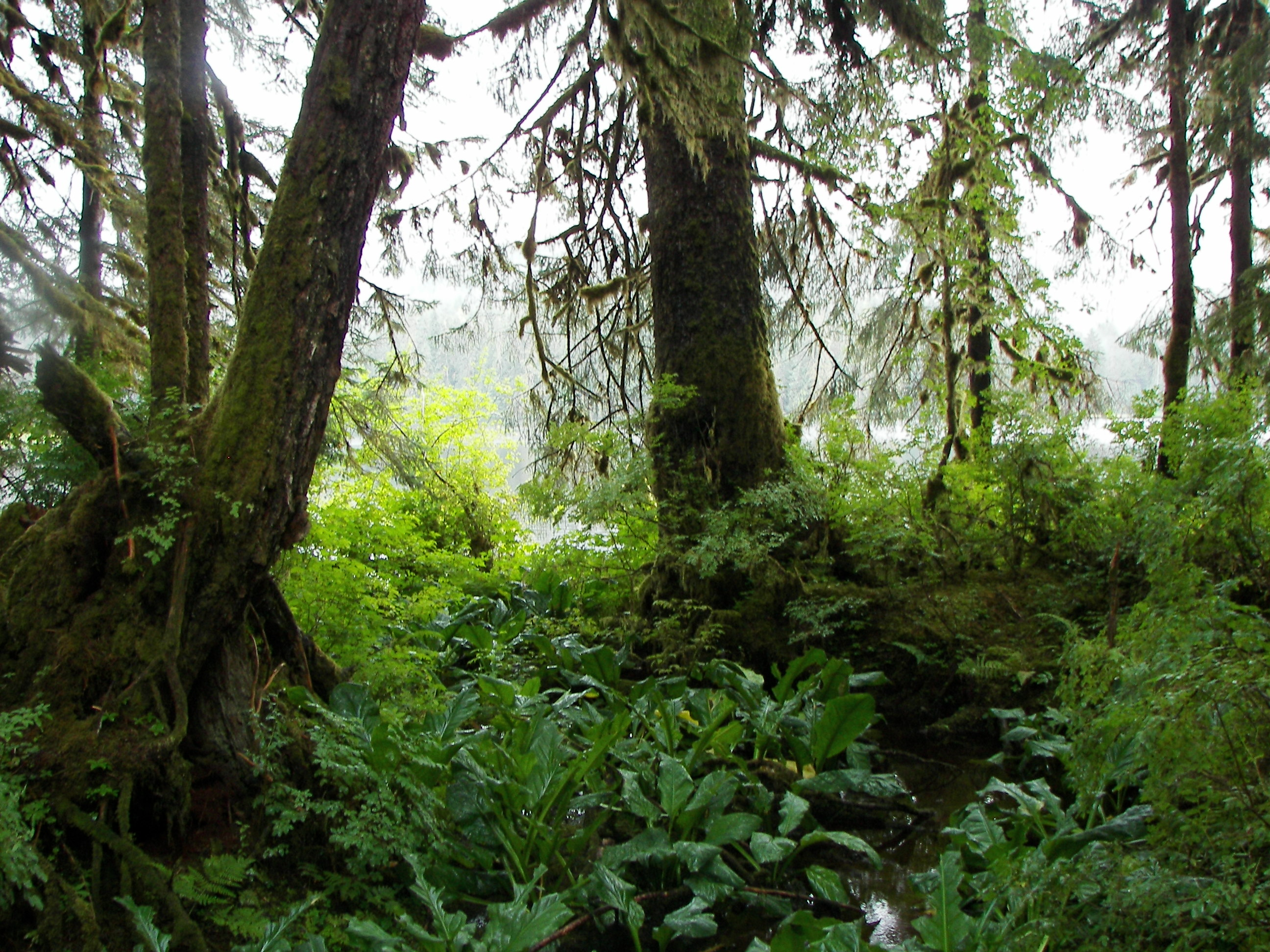
Лес на Аляске

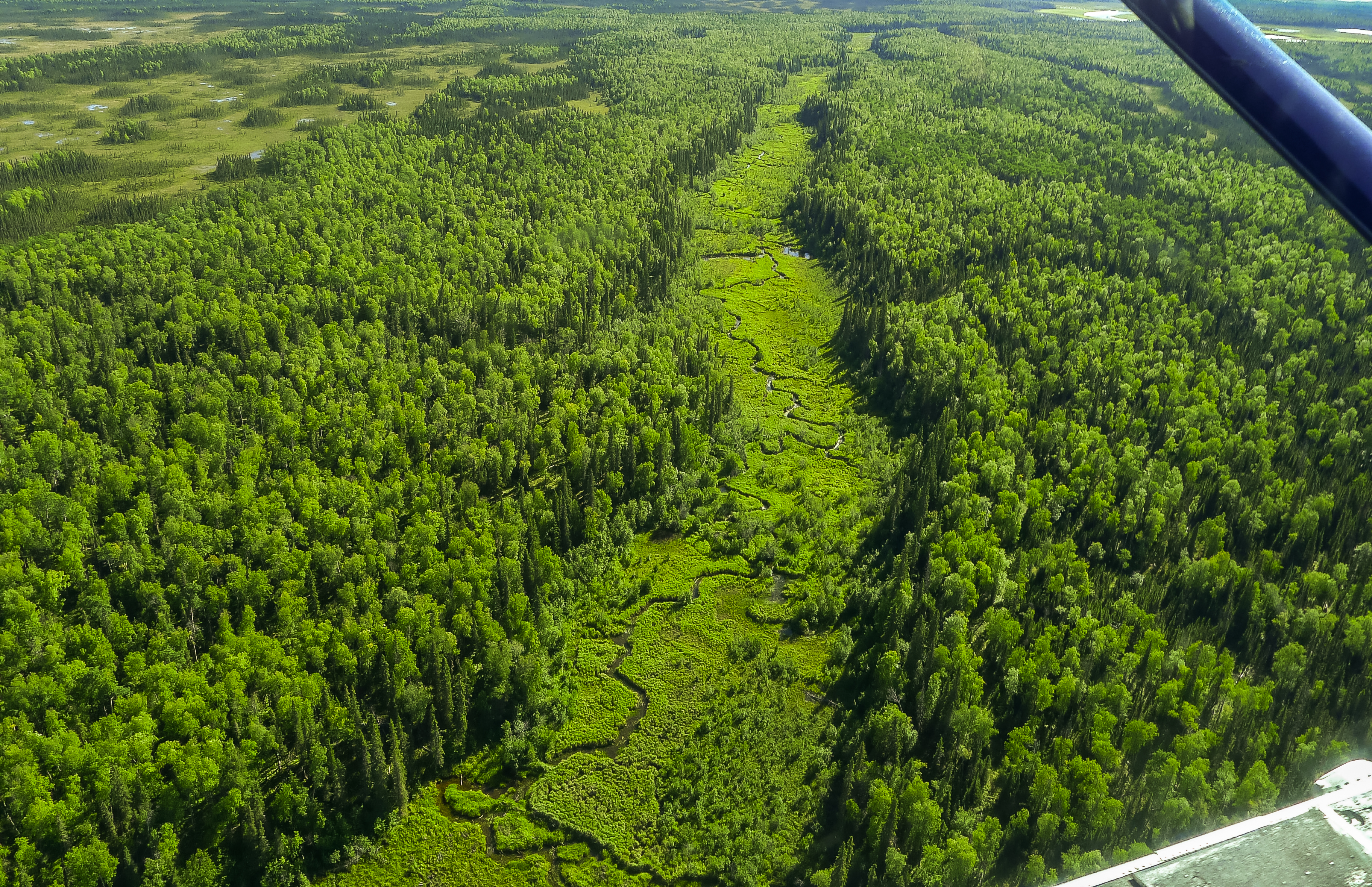
Природа Аляски с воздуха

Штат расположен на крайнем северо-западе континента, отделён от Чукотского полуострова (Россия) Беринговым проливом, на востоке граничит с Канадой, на западе на небольшом участке Берингова пролива — с Россией. Состоит из материковой части (в том числе полуострова Аляска, Сьюард, Кенай) и большого числа островов: архипелаг Александра, Алеутские острова, острова Прибылова, остров Кадьяк, остров Святого Лаврентия. Омывается Северным Ледовитым и Тихим океанами. На Тихоокеанском побережье — Аляскинский хребет; внутренняя часть — плато высотой от 1200 м на востоке и до 600 м на западе; переходит в низменность. На севере — хребет Брукс, за которым расположена Арктическая низменность.
Гора Денали (6190 м, ранее — Мак-Кинли) — самая высокая в Северной Америке. Денали является ядром знаменитого национального парка «Денали». Всего на Аляске насчитывается 61 вершина высотой более 3000 метров.
Есть действующие вулканы.
В 1912 году в результате извержения вулкана возникла Долина десяти тысяч дымов и новый вулкан Новарупта. Северную часть штата покрывает тундра. Южнее расположены леса. В состав штата входит остров Крузенштерна (Малый Диомид) в Беринговом проливе, расположенный на расстоянии 4 км от острова Ратманова, принадлежащего России.
На Тихоокеанском побережье климат умеренный, морской, относительно мягкий; в остальных районах — арктический и субарктический континентальный, с суровыми зимами.

### Крупнейшие города

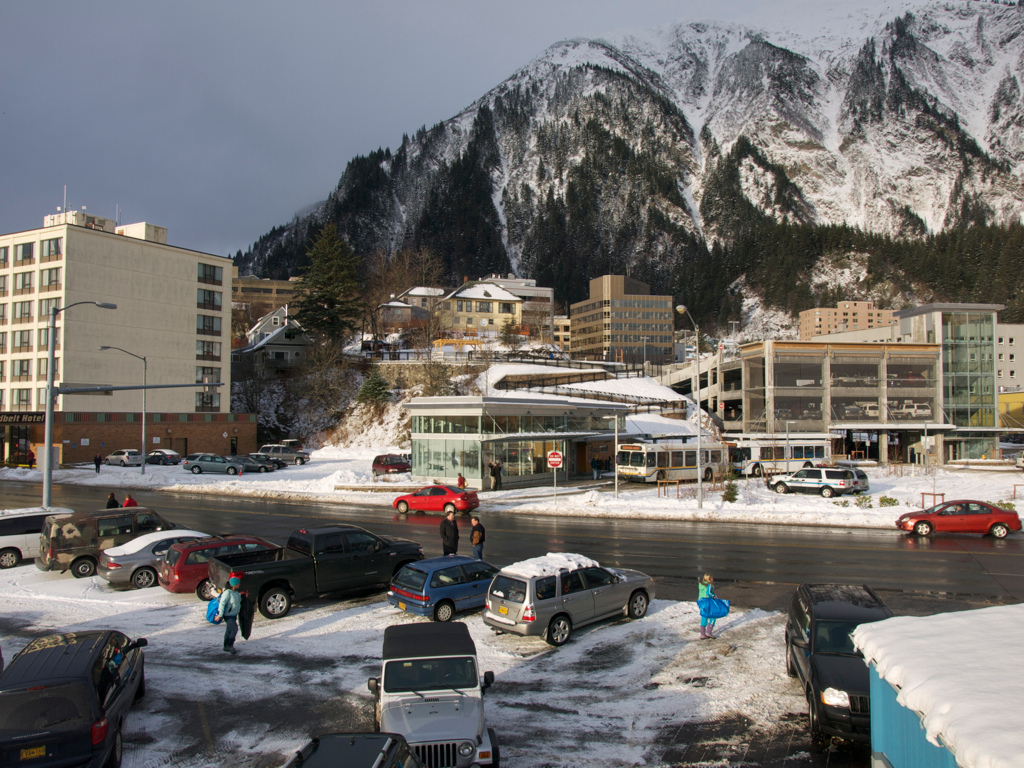
Джуно

| Города с населением более 100 000 человек - Анкоридж                                      |  |                                                                             |  |                                                                                 |
| Города с населением 10 000 — 100 000 человек - Фэрбанкс - Джуно (столица штата) - Колледж |  |                                                                             |  |                                                                                 |
| Города с населением менее 10 000 человек                                                  |  |                                                                             |  |                                                                                 |
| - Кетчикан - Ситка - Уасилла - Кенай - Кадьяк - Палмер - Бетел - Уткиагвик                |  | - Уналашка - Валдез - Солдотна - Хомер - Ном - Питерсберг - Коцебу - Сьюард |  | - Диллингхем - Кордова - Хейнс - Норт-Пол - Эстер - Делта-Джанкшен - Гленналлен |

## Административное деление
В отличие от большинства других штатов США, где основной низовой административной единицей местного самоуправления является округ, название административных единиц на Аляске — боро. Ещё более важно другое отличие — 15 боро и муниципалитет Анкориджа покрывают только часть территории Аляски. Остальная территория не имеет достаточно населения (по крайней мере заинтересованного) для формирования местного самоуправления и образует так называемое неорганизованное боро, которое для целей переписи населения и для удобства управления было поделено на так называемые зоны переписи населения. Таких зон на Аляске насчитывается 11.

Административно-территориальное деление Аляски

Список всех административно-территориальных единиц Аляски (в алфавитном порядке):
- Бристол-Бей
- Восточные Алеутские острова
- Денали
- Кадьяк-Айленд
- Кенай
- Кетчикан-Гейтуэй
- Лейк-энд-Пенинсула
- Матануска-Суситна
- Норт-Слоп
- Нортуэст-Арктик
- Фэрбанкс-Норт-Стар
- Хейнс
- Якутат
- Неорганизованные боро:
  - Бетел
  - Валдиз—Кордова
  - Диллингхем
  - Западные Алеутские острова
  - Ном
  - Питерсберг
  - Принс-оф-Уэльс — Хайдер
  - Кусилвак
  - Хуна — Ангун
  - Саутист-Фэрбанкс
  - Юкон-Коюкук
- Независимые города:
  - Анкоридж
  - Джуно
  - Ситка

## История

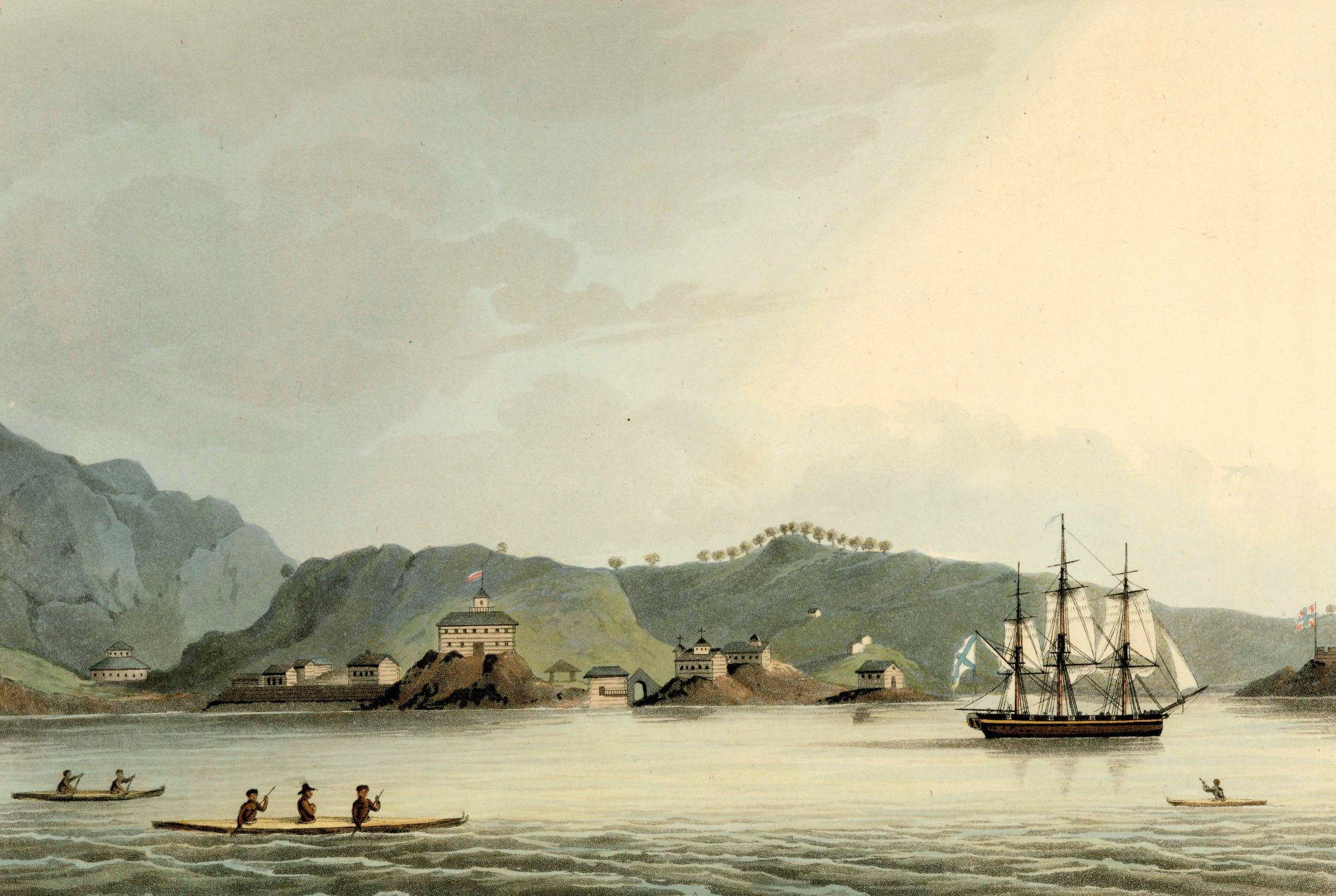
Шлюп «Нева» в гавани святого Павла на острове Кадьяк

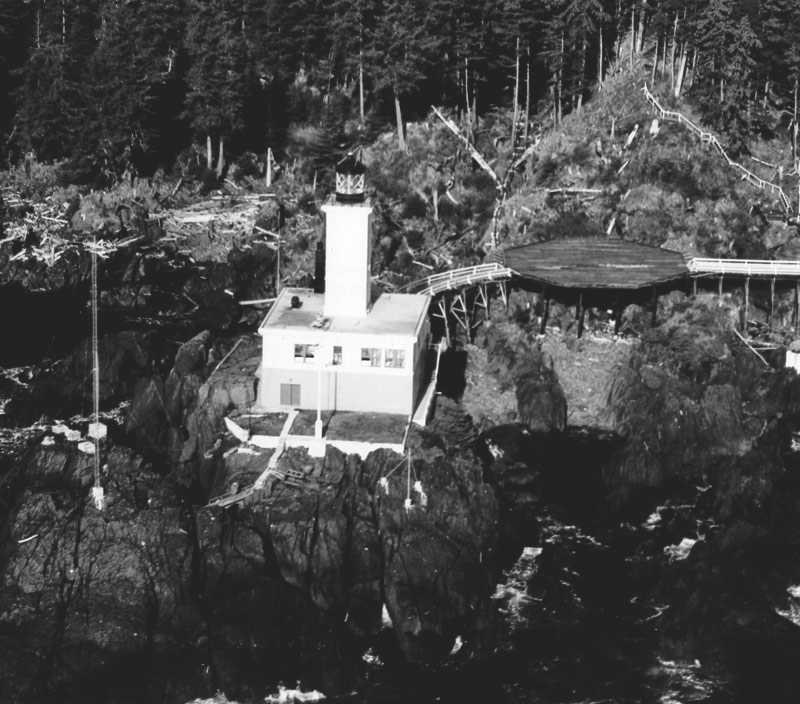
Маяк мыса Десижн — самый высокий маяк Аляски

Группы сибирских племён перешли перешеек (теперь Берингов пролив) 16—10 тысяч лет назад. Эскимосы стали селиться на арктическом побережье, алеуты заселили Алеутский архипелаг.
На полуострове Сьюард в штате Аляска в районе мыса Эспенберг в местечке «Всплывающий кит» (Rising Whale) были обнаружены бронзовые и железные артефакты возрастом 1 тысяча лет, что свидетельствует о контактах жителей Восточной Азии с Америкой (Аляской).

### Открытие
Первыми европейцами, посетившими Аляску 21 августа 1732 года, были члены команды бота «Св. Гавриил» под началом геодезиста М. С. Гвоздева и подштурмана И. Фёдорова в ходе экспедиции А. Ф. Шестакова и Д. И. Павлуцкого 1729—1735 годов. Кроме того, есть отрывочные сведения о посещении русскими людьми Америки в XVII веке.

### Продажа
C 9 июля 1799 по 18 октября 1867 года Аляска с прилегающими к ней островами находилась под управлением Русско-американской компании. Боевые действия на Дальнем Востоке в период Крымской войны показали абсолютную незащищённость восточных земель Российской империи и в особенности Аляски. Дабы не потерять даром территорию, которую невозможно было защитить и освоить в обозримом будущем, было принято решение о её продаже.

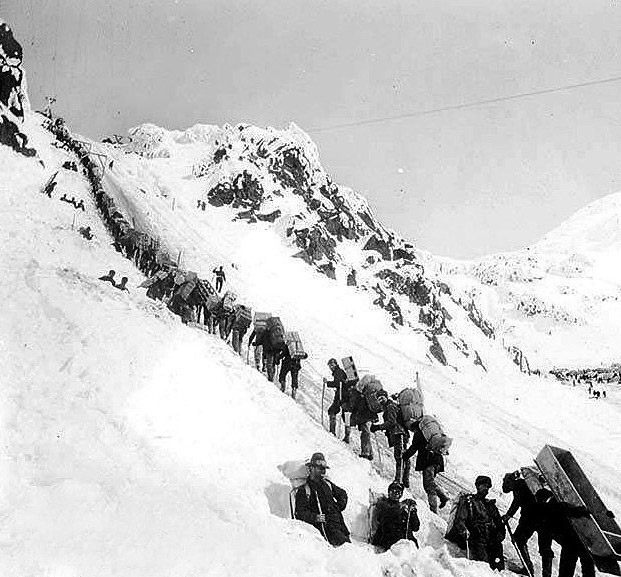
Золотоискатели и горнорабочие поднимаются по тропе через перевал Чилкут во времена Клондайкской золотой лихорадки

16 декабря 1866 года в Санкт-Петербурге состоялось специальное совещание, на котором присутствовали Александр II, великий князь Константин Николаевич, министры финансов и морского министерства, а также российский посланник в Вашингтоне барон Эдуард Стекль. Все участники одобрили идею продажи. По предложению министерства финансов был определён порог суммы — не менее пяти миллионов долларов золотом. 22 декабря 1866 года Александр II утвердил границу территории. В марте 1867 года Стекль прибыл в Вашингтон и официально обратился к госсекретарю Уильяму Сьюарду.
Подписание договора продажи Аляски состоялось 30 марта 1867 года в Вашингтоне. Территория площадью 1 миллион 519 тысяч км² была продана за 7,2 миллиона долларов золотом, то есть по 4,74 доллара за 1 км² (куда более плодородная и солнечная Французская Луизиана, купленная у Франции в 1803 году, обошлась бюджету США несколько дороже — примерно по 7 долларов за 1 км²). Окончательно же Аляска была передана США 18 октября того же года, когда в форт Ситка прибыли российские комиссионеры во главе с адмиралом Алексеем Пещуровым. Над фортом был торжественно спущен российский флаг и поднят американский. Со стороны американцев в этой церемонии участвовали 250 солдат в парадной форме под командованием генерала Лавелла Руссо, который предоставил государственному секретарю Уильяму Сьюарду подробный рапорт об этом событии. С 1917 года день 18 октября отмечается как День Аляски.

### Золотая лихорадка[16]

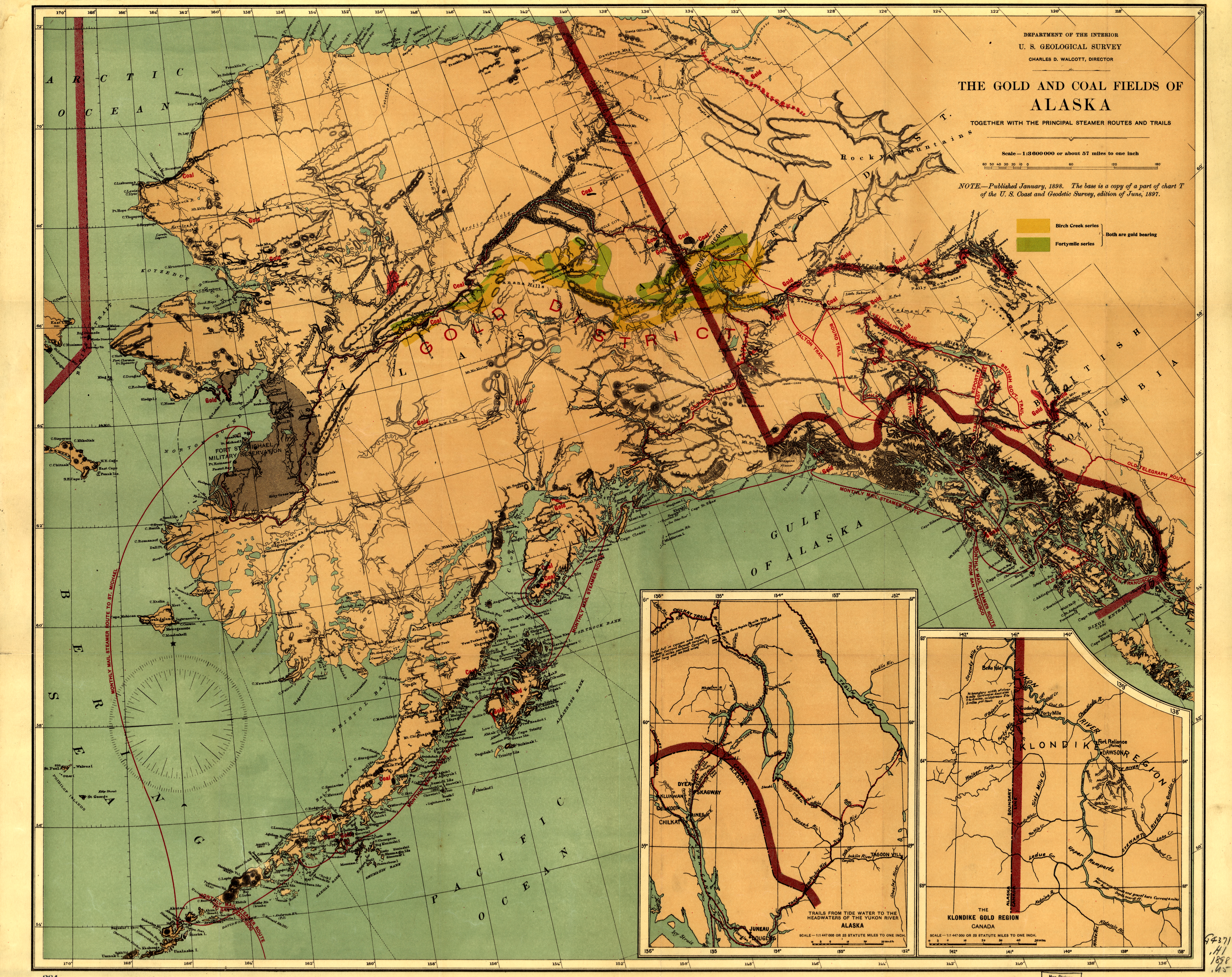
Карта Аляски и Британской Колумбии 1897 года с обозначением месторождений золота

Примерно в это время на Аляске было обнаружено золото. Регион развивался медленно вплоть до начала золотой лихорадки на Клондайке в 1896 году. За годы золотой лихорадки на Аляске было добыто около 1000 тонн золота.

### Новая история
С 1867 года Аляска находилась в ведении военного министерства США и называлась «Округ Аляска», в 1884—1912 годах — «округ», затем «территория» (1912—1959), с 3 января 1959 года — штат США.

### Новейшая история
Аляска объявлена штатом 3 января 1959 года. С 1968 года там разрабатываются разные минеральные ресурсы, особенно в районе бухты Прадхо, на юго-востоке от мыса Барроу.
В 1977 году проложен нефтепровод бухты Прадхо до порта Валдез.
В 1989 году разлив нефти с танкера «Эксон Валдез» стал причиной серьёзного загрязнения окружающей среды.

## Экономика
На севере добыча нефти-сырца (в районе бухты Прадхо и полуострова Кенай; нефтепровод Алиеска длиной 1250 км до порта Валдиз), природного газа, угля, меди, железа, золота, цинка; рыболовство; выращивание северных оленей; лесозаготовка и охотничье дело; авиатранспорт; военные авиабазы. Туризм.
Добыча нефти стала играть огромную роль с 1970-х гг. после открытия месторождений и прокладки Трансаляскинского трубопровода. Аляскинское месторождение нефти сравнивают по важности с месторождениями нефти в Западной Сибири и на Аравийском полуострове.
В марте 2017 года Испанская нефтяная компания сообщила о своей находке: 1,2 миллиарда баррелей нефти на Аляске. Фирма сообщает, что за последние 30 лет это крупнейшая находка на сухопутной территории в США. Работы по добыче нефти в этом регионе планируются на 2021 год. Согласно оценкам экспертов объёмы добычи составят до 120 000 баррелей нефти в день.
По итогам референдума среди жителей штата, в 1976 году был создан специальный нефтяной фонд, в который отчисляется 25 % средств, полученных правительством Аляски от нефтяных компаний и из которого все постоянные жители (кроме заключённых), получают ежегодную субсидию (максимум в 2008 году — $3269, в 2010-м — $1281).

## Население

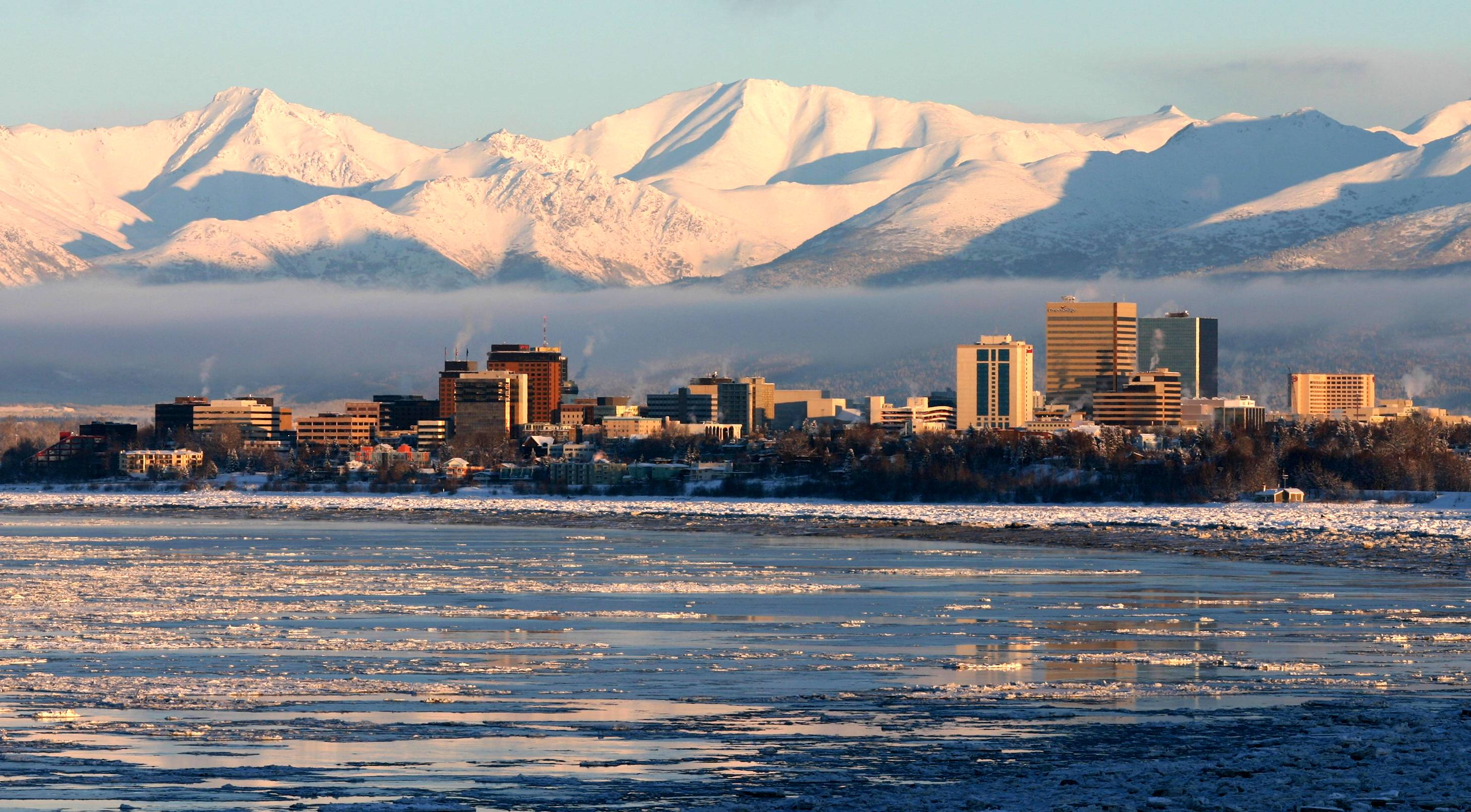
Анкоридж

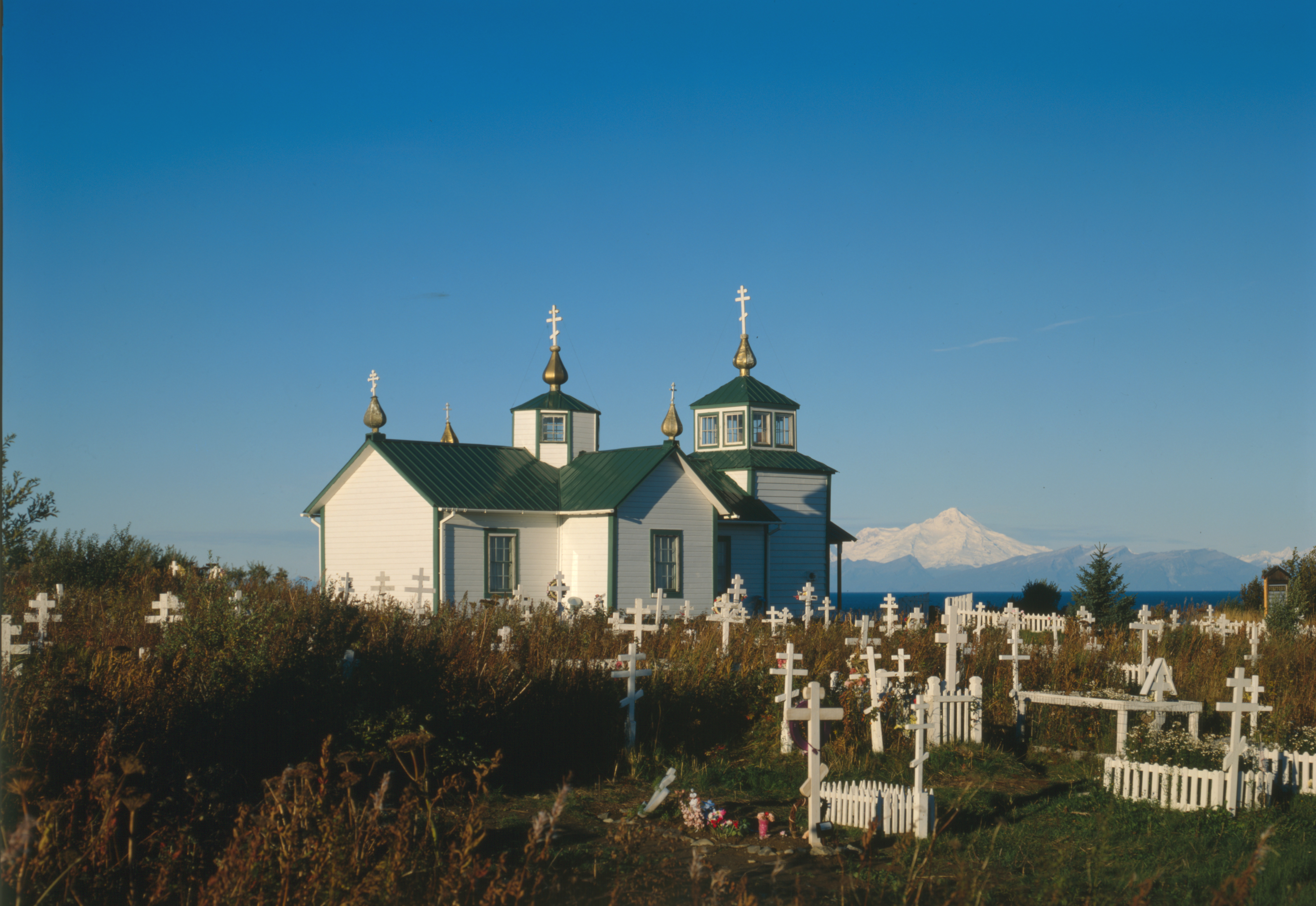
Православный храм в Нинильчике

Сейчас население Аляски составляет около 740 000 человек. Плотность населения на Аляске — самая низкая из всех штатов США. 
Около 59,4 % населения — европеоиды, уроженцы США. В штате около 108 тыс. коренных жителей — индейцы (атапаски, хайда, тлинкиты, цимшианы), эскимосы и алеуты. В штате живёт также небольшое число потомков русских. Среди основных религиозных групп — католики, православные, пресвитериане, баптисты и методисты. Доля православных, составляющая по разным оценкам 12,5 %, является самой высокой в стране.
Последние 20 лет жители штата традиционно голосуют за республиканцев. Бывший губернатор штата — республиканка Сара Пейлин была кандидатом в вице-президенты США на выборах 2008 г. при Джоне Маккейне. В настоящее время губернатором Аляски является Майк Данливи.

### Языки
Согласно данным исследования 2011 года, 83,4 % людей в возрасте старше пяти лет дома говорят только на английском языке. «Очень хорошо» на английском говорят 69,2 %, «хорошо» — 20,9 %, «не очень хорошо» — 8,6 %, «совсем не говорят» — 1,3 %.
Языковой центр Аляски Аляскинского университета в Фэрбенксе утверждает, что существует по крайней мере 20 аляскинских аборигенных языков и также их диалекты. Большинство языков относятся к эскимосско-алеутской и атабаскско-эякско-тлинкитской макросемьям, но есть также изолированные (хайда и цимшианский язык).
В некоторых местах сохранились диалекты русского языка: нинильчикский диалект русского языка в Нинильчике (боро Кенай), а также диалект на острове Кадьяк и, предположительно, в посёлке Русская Миссия (Рашен-Мишен).
В октябре 2014 года губернатор Аляски подписал законопроект HB 216, объявляющий 20 языков коренных народов в качестве официальных языков штата. Языки, которые были включены в список официальных: инупиак, сибирский юпик, центральный аляскинский юпик, алютикский, алеутский, дена’ина (танаина), дег-хитан, холикачук, коюкон, верхнекускоквимский, гвичин, нижний танана, верхний танана, танакросс, хан, атна, эякский, тлингитский, хайда и цимшианский язык.

## Транспорт

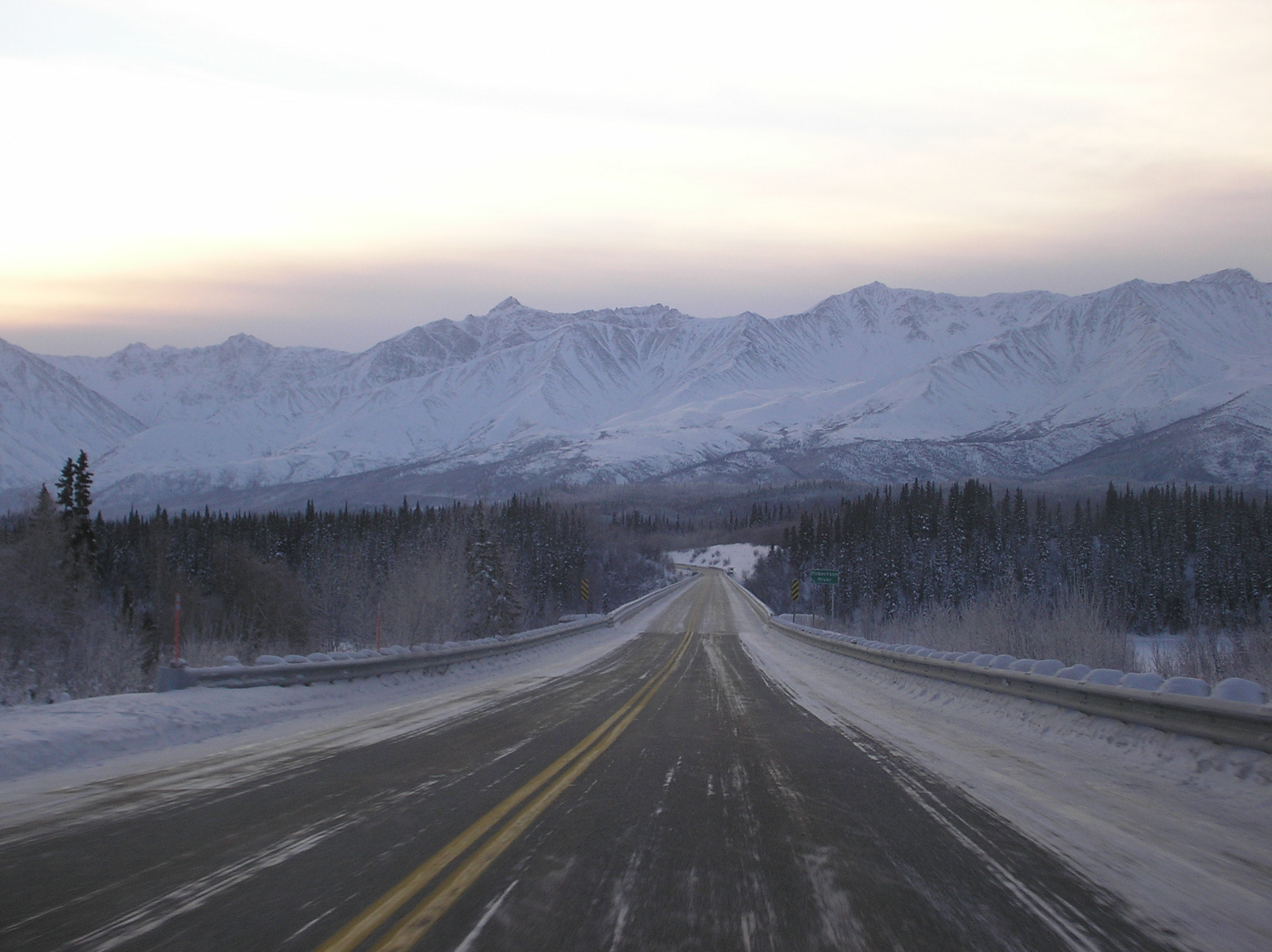
Аляскинская трасса

Так как Аляска находится в зоне крайнего севера, она имеет ограниченное транспортное сообщение с внешним миром. Основные виды транспорта Аляски:
- Аляскинская трасса — связывает Досон-Крик в канадской провинции Британская Колумбия и Делта-Джанкшен на Аляске. Функционирует с 1942 года, длина — 2232 километра. Неофициальная часть Панамериканского шоссе.
- Аляскинская железная дорога — связывает города Сьюард и Фэрбанкс. Функционирует с 1909 года (официальная дата открытия — 1914 год), длина — 760 километров. Одна из немногих железных дорог мира, которые проходят через национальные парки (Денали), и одна из немногих, где некоторые поезда можно остановить и подсесть на них, помахав белым платком, то есть автостопом[25].
- Система паромов, которые обеспечивают связь приморских городов с дорожной сетью.
- В связи с труднодоступностью большинства мест штата, на Аляске очень развито воздушное сообщение: фактически, каждый населённый пункт, в котором живёт хотя бы два-три десятка жителей, имеет свой аэродром — см. Список аэропортов штата Аляска. Авиакомпании обеспечивают связь населённых пунктов с крупными городами (такими как Анкоридж) и далее с континентальной частью Соединённых Штатов. Также летом выполняется несколько чартерных рейсов из города Ном в российский город Провидения; их число ограничено двумя причинами: необходимостью оформлять российскую визу и пропуск на территорию Чукотки, которая является приграничным районом.

## Соседние территории
- Юкон (Канада)
- Британская Колумбия (Канада)
- Чукотский автономный округ (Россия)